# Веспе
Sd.Kfz. 124 Веспе (нем: SdKfz 124 Wespe – Оса) је било немачко самоходно артиљеријско возило развијено и коришћено током Другог светског рата. Било је базирано на шасији немачког тенка Панцер II.
Током битке за Француску 1940. године постало је очигледно да је главни тенк немачке војске Панцер II био неподесан за директну борбу са противничким тенковима; иако је механички био веома поуздан Панцер II је био слабо наоружан и оклопљен. Због тога је, када се појавила потреба са развојем самоходног артиљеријског возила, овај тенк представљао природан избор. На овај начин, постојећа возила су повучена са прве борбене линије, а њихов животни век је продужен.
Пројектовање новог самоходног артиљеријског возила Веспе, било је поверено фабрици Алкет. Ново возило било је базирано на шасији тенка Панцер II Аусф Ф. У производњи је учествовало више фабрика, углавном у Пољској. Процес конверзије је био релативно једноставан и састојао се од уклањања куполе и њене замене са хаубицом калибра 105 mm и штитом за посаду.
Веспе је први пут учествовала у борбама 1943. године на Источном фронту где се показала веома успешном због чега је Хитлер наредио да се целокупна производња шасија тенка Панцер II резервише за производњу овог возила, због чега је у потпуности напуштена производња возила Мардер II.
Веспе је била у производњи од фебруара 1943. године до средине 1944. године када су руске снаге заробиле фабрике у Пољској. До тада је произведено 662 комада овог возила заједно са 158 ненаоружаних носача муниције.